# Skeppsregistret
Skeppsregistret handlades fram till 1 december 2001 av Stockholms tingsrätt när Sjöfartsverket tog över och registret flyttades 2011 till Transportstyrelsen. Registret innehåller information om fartyg över 12 x 4 meter, som benämns skepp.
Alla fartyg som uppfyller båda måtten är registerskyldiga, men delas upp som yrkesskepp och fritidskepp. Yrkesskeppen tillsammans utgör den svenska handelsflottan. Nybyggda skepp kan först registreras i skeppsbyggnadsregistret, och fartyg under 12 x 4 meter som används yrkesmässigt kan registreras i båtregistret.
Endast de fartyg som till minst hälften är svenskägda, kan registereras i det svenska registret.
Vid registrering får fartyget en registerbeteckning som synligt skall märkas in i skrovet. Därtill skall fartygets namn och hemort finnas i aktern. Efter en skeppsmätning utfärdas ett mätbrev och ett nationalitetscertifikat. Nationalitet visas med flagga.